# Kustrzebka piaskowa

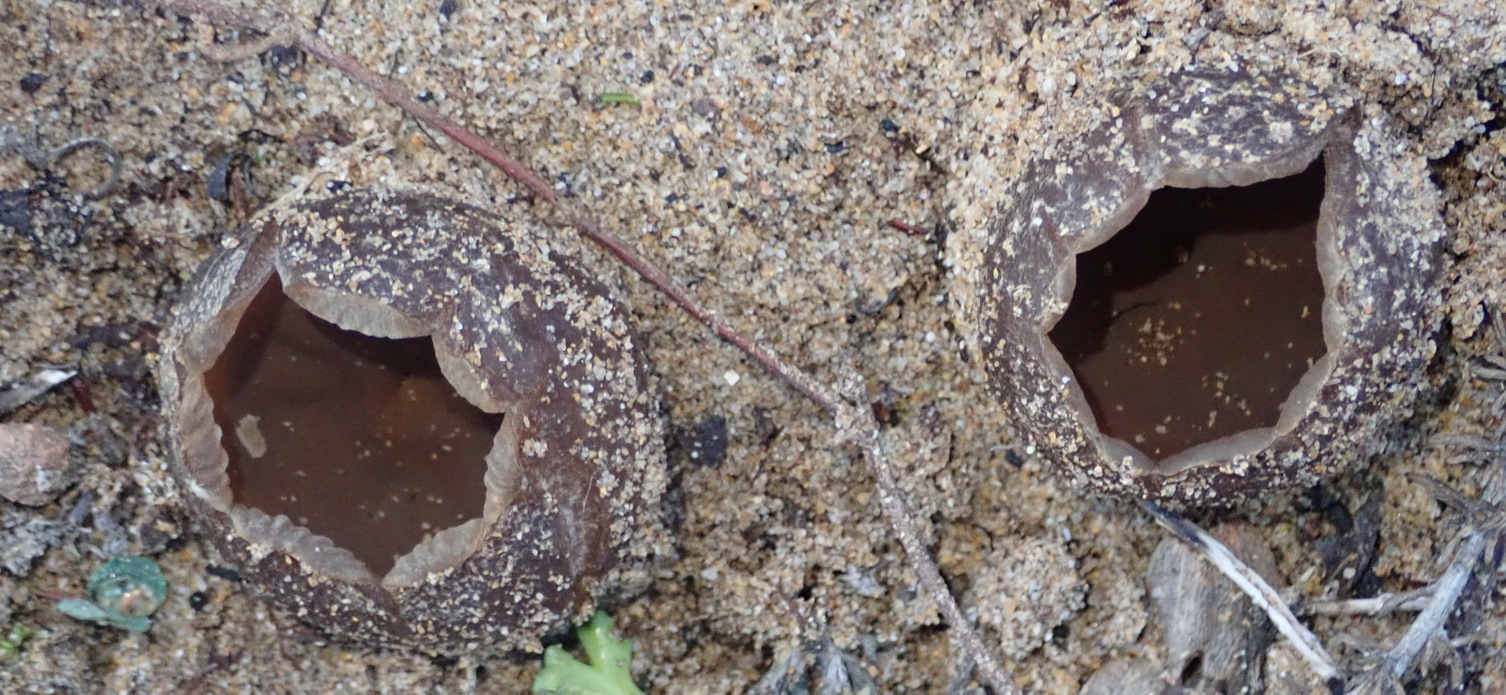

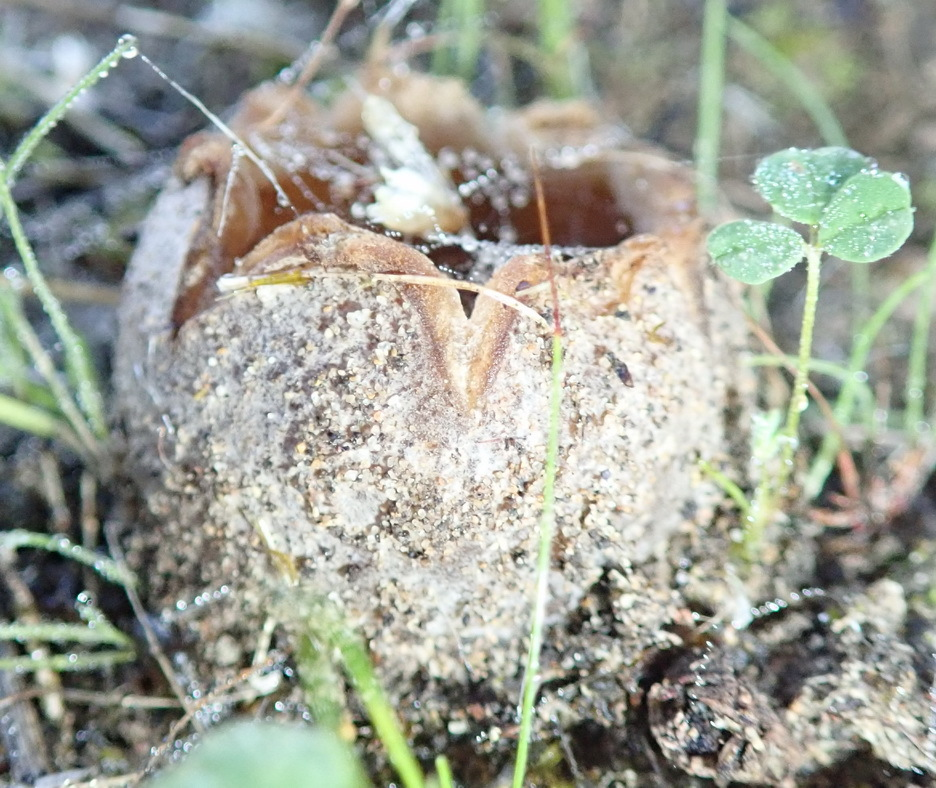

Kustrzebka piaskowa (Peziza ammophila Durieu & Lév.) – gatunek grzybów z rodziny kustrzebkowatych (Pezizaceae).

## Systematyka i nazewnictwo
Pozycja w klasyfikacji według Index Fungorum: Peziza, Pezizaceae, Pezizales, Pezizomycetidae, Pezizomycetes, Pezizomycotina, Ascomycota, Fungi.
Po raz pierwszy opisali go w 1848 r. Michel Charles Durieu de Maisonneuve i Joseph-Henri Léveillé. Synonimy:
- Aleuria ammophila (Sacc.) Gillet 1879
- Geopyxis ammophila Sacc. 1889
- Peziza ammophila f. megaspora Vizzini, Lantieri & Medardi 2016
- Peziza ampliata var. ammophila (Durieu & Lév.) Quél. 1886
- Sarcosphaera ammophila (Sacc.) Moesz 1912
- Tarzetta ammophila (Sacc.) Lambotte 1887[2].

Owocniki
Typu apotecjum, na trzonie o długości do 5 cm, zwykle całkowicie zagłębionym w podłożu. Młode owocniki są zwykle całkowicie zakopane w piasku, widoczne są tylko nieco ich brzegi, często w kształcie gwiazdy. Powierzchnia dolna i górna o barwie od blado do ciemnobrązowego. Miąższ kruchy.
Cechy mikroskopowe
Parafizy dość rzadkie, nierozgałęzione, o średnicy 3–4 µm, z maczugowatym wierzchołkiem o średnicy do ok. 6 µm, cienkościenn i regularnie septowane. Worki 180–230 × 17–20 µm, cylindryczne, o podstawie lekko zwężającej się, dość cienkościenne, nierozszczepione, wierzchołek ścięty z wieczkowatym pogrubieniem, które silnie barwi się w odczynniku Melzera, dekstrynoidalne w młodym wieku, 8 zarodnikowe. Askospory (15–) 16–18 × 8–10 µm, elipsoidalne, dość grubościenne, szkliste, bez przegród, gładkie, bez epispory, galaretowatej otoczki i przydatków.
Anamorfa
Jako zredukowany typ Oedocephalum. Konidia holoblastyczne, osadzone na często zakrzywionych lub wystających konidioforach, elipsoidalne, wrzecionowato-elipsoidalne lub jajowate, bez przegód, początkowo gładkie i szkliste, w stanie dojrzałym złotobrązowe i szorstkie z dużymi brodawkami.
Gatunki podobne
Jest wiele podobnych morfologicznie kustrzebek. Ich rozróżnienie tylko na podstawie cech makroskopowych jest niemożliwe i konieczne są badania mikroskopowe. Kustrzebkę piaskową jednakże można odróżnić makroskopowo po jej siedlisku i długim trzonie oraz faktowi, że często tworzy gwiazdowate owocniki podobne do Geastrum.

## Zasięg występowania i siedlisko
Występuje na niektórych wyspach i wszystkich kontynentach poza Antarktydą. W Polsce M.A. Chmiel w 2006 r. przytoczyła 8 stanowisk, w późniejszych latach podano następne. Aktualne stanowiska podaje także internetowy atlas grzybów. Znajduje się w nim na liście gatunków zagrożonych i wartych objęcia ochroną.
Saprotrof naziemny. Występuje na wydmach i innych piaszczystych terenach.